# Liranotus
Liranotus es un género de ácaros perteneciente a la familia Diarthrophallidae.

## Especies
- Liranotus R. O. Schuster & F. M. Summers, 1978
  - Liranotus liratus R. O. Schuster & F. M. Summers, 1978
  - Liranotus strigatus Schuster & Summers, 1978